# Metabotropni glutamatni receptor 5
Metabotropni glutamatni receptor 5 je protein koji je kod ljudi kodiran  genom.

## Funkcija
Aminokiselina L-glutamat je glavni ekscitatorni neurotransmiter u centralnom nervnom sistemu koji aktivira jonotropne i metabotropne glutamatne receptore. Glutamatergična neurotransmisija učestvuje u većini aspekata normalnih moždanih funkcija. Ona može da bude poremećena u mnogim neuropatološkim oboljenjima. Metabotropni glutamatni receptori su familija G protein spregnutih receptora, koja se deli u tri grupe na osnovu homologije sekvence, mehanizma prenosa signala, i farmakoloških svojstava. Grupa I obuhvata  i GRM5. Ovi receptori aktiviraju fosfolipazu C. Grupa II obuhvata  i , dok su u grupi III , , , i . Receptori grupe II i III su vezani za inhibiciju kaskade cikličnog AMP-a ali se razlikuju u njihovim selektivnostima za agoniste. Alternativne splajsne varijante GRM8 su poznate, ali njihova svojstava nisu potpuno određena.

## Ligandi
Osim ortosternog mesta (mesta gde se endogeni ligand, glutamat, vezuje) najmanje dva različita alosterna mesta vezivanja postoje na mGluR5 receptoru. Znatan broj potentnih i selektivnih mGluR5 liganda je razvijen. Selektivni antagonisti i negativni alosterni modulatori mGluR5 receptora su oblast od posebnog interesa za farmaceutska istraživanja, usled njihove demonstrirane anksiolitičkie, antidepresivne i antizavisničke uloge u životinjskim studijama i njihovog relativno benignog bezbednostnog profila.  receptori su isto tako izraženi izvan centralnog nervnog sistema, i za mGluR5 antagoniste je pokazano da su hepatoprotektivni i da mogu da budu korisni u tretmanu inflamacije i neuropatičkog bola. Klinička upotreba ovih lekova može da bude ograničena usled nuspojava kao što su amnezija i psihotomimetički simptomi, mada one mogu da bude prednost za pojedine indikacije. mGluR5 pozitivni modulatori mogu da imaju nootropne efekte.

### Agonist
- (2-amino-2-(2-hloro-5-hidroksifenil)sirćetna kiselina)

### Antagonist
- Mavoglurant

### Pozitivni alosterni modulatori
- [18]
- [19][20]
- [21]
- [22]
- (3-cijano-N-(1,3-difenil-1H-pirazol-5-il)benzamid)[23]
- (1-(3-fluorofenil)-N-((3-fluorofenil)metilideneamino)metanimin)

### Negativni alosterni modulatori
- Fenobam
- [24]
- : potentniji od

### i adikcija
Miševi bez mGluR5 gena pokazuju nedostatak kokainske samoadministracije nezavisno od doze. Iz toga proizilazi da ovaj receptor učestvuje u svojstvu nagrađivanja kokainom. Međutim, kasnije studije su pokazale da mGluR5 nokaut miševi delimično odgovaraju na kokain.

## Literatura
- Minakami R, Katsuki F, Sugiyama H (1993). „A variant of metabotropic glutamate receptor subtype 5: an evolutionally conserved insertion with no termination codon.”. Biochem. Biophys. Res. Commun. 194 (2): 622—7. PMID 7688218. doi:10.1006/bbrc.1993.1866.
- Daggett, LP; Sacaan, AI; Akong, M.;  . (1996). „Molecular and functional characterization of recombinant human metabotropic glutamate receptor subtype 5.”. Neuropharmacology. 34 (8): 871—86. PMID 8532169. doi:10.1016/0028-3908(95)00085-K.
- Brakeman, PR; Lanahan, AA; O'Brien, R.;  . (1997). „Homer: a protein that selectively binds metabotropic glutamate receptors.”. Nature. 386 (6622): 284—8. PMID 9069287. doi:10.1038/386284a0.
- Minakami R, Jinnai N, Sugiyama H (1997). „Phosphorylation and calmodulin binding of the metabotropic glutamate receptor subtype 5 (mGluR5) are antagonistic in vitro.”. J. Biol. Chem. 272 (32): 20291—8. PMID 9242710. doi:10.1074/jbc.272.32.20291.
- Snow, BE; Hall, RA; Krumins, AM;  . (1998). „GTPase activating specificity of RGS12 and binding specificity of an alternatively spliced PDZ (PSD-95/Dlg/ZO-1) domain.”. J. Biol. Chem. 273 (28): 17749—55. PMID 9651375. doi:10.1074/jbc.273.28.17749.
- Xiao, B.; Tu, JC; Petralia, RS;  . (1998). „Homer regulates the association of group 1 metabotropic glutamate receptors with multivalent complexes of homer-related, synaptic proteins.”. Neuron. 21 (4): 707—16. PMID 9808458. doi:10.1016/S0896-6273(00)80588-7.
- Enz R (2002). „The actin-binding protein Filamin-A interacts with the metabotropic glutamate receptor type 7.”. FEBS Lett. 514 (2–3): 184—8. PMID 11943148. doi:10.1016/S0014-5793(02)02361-X.
- Saugstad, JA; Yang, S.; Pohl, J.;  . (2002). „Interaction between metabotropic glutamate receptor 7 and alpha tubulin”. J. Neurochem. 80 (6): 980—8. PMC 2925652 . PMID 11953448. doi:10.1046/j.0022-3042.2002.00778.x.
- Nash, MS; Schell, MJ; Atkinson, PJ;  . (2002). „Determinants of metabotropic glutamate receptor-5-mediated Ca2+ and inositol 1,4,5-trisphosphate oscillation frequency. Receptor density versus agonist concentration”. J. Biol. Chem. 277 (39): 35947—60. PMID 12119301. doi:10.1074/jbc.M205622200.
- Bates, B.; Xie, Y.; Taylor, N.;  . (2003). „Characterization of mGluR5R, a novel, metabotropic glutamate receptor 5-related gene”. Brain Res. Mol. Brain Res. 109 (1–2): 18—33. PMID 12531512. doi:10.1016/S0169-328X(02)00458-8.
- Malherbe, P.; Kew, JN; Richards, JG;  . (2003). „Identification and characterization of a novel splice variant of the metabotropic glutamate receptor 5 gene in human hippocampus and cerebellum”. Brain Res. Mol. Brain Res. 109 (1–2): 168—78. PMID 12531526. doi:10.1016/S0169-328X(02)00557-0.
- O'Malley, K. L.; Jong, YJ; Gonchar, Y.;  . (2003). „Activation of metabotropic glutamate receptor mGlu5 on nuclear membranes mediates intranuclear Ca2+ changes in heterologous cell types and neurons”. J. Biol. Chem. 278 (30): 28210—9. PMID 12736269. doi:10.1074/jbc.M300792200.
- Corti, C.; Clarkson, RW; Crepaldi, L.;  . (2003). „Gene structure of the human metabotropic glutamate receptor 5 and functional analysis of its multiple promoters in neuroblastoma and astroglioma cells”. J. Biol. Chem. 278 (35): 33105—19. PMID 12783878. doi:10.1074/jbc.M212380200.
- Aronica, E.; Gorter, JA; IJlst-Keizers, H.;  . (2003). „Expression and functional role of mGluR3 and mGluR5 in human astrocytes and glioma cells: opposite regulation of glutamate transporter proteins”. Eur. J. Neurosci. 17 (10): 2106—18. PMID 12786977. doi:10.1046/j.1460-9568.2003.02657.x.
- Uchino, M.; Sakai, N.; Kashiwagi, K.;  . (2004). „Isoform-specific phosphorylation of metabotropic glutamate receptor 5 by protein kinase C (PKC) blocks Ca2+ oscillation and oscillatory translocation of Ca2+-dependent PKC”. J. Biol. Chem. 279 (3): 2254—61. PMID 14561742. doi:10.1074/jbc.M309894200.
- Anneser JM, Ince PG, Shaw PJ, Borasio GD (2004). „Differential expression of mGluR5 in human lumbosacral motoneurons”. Neuroreport. 15 (2): 271—3. PMID 15076751. doi:10.1097/00001756-200402090-00012.
- Pacheco, R.; Ciruela, F.; Casadó, V.;  . (2004). „Group I metabotropic glutamate receptors mediate a dual role of glutamate in T cell activation”. J. Biol. Chem. 279 (32): 33352—8. PMID 15184389. doi:10.1074/jbc.M401761200.
- Kim CH, Braud S, Isaac JT, Roche KW (2005). „Protein kinase C phosphorylation of the metabotropic glutamate receptor mGluR5 on Serine 839 regulates Ca2+ oscillations”. J. Biol. Chem. 280 (27): 25409—15. PMID 15894802. doi:10.1074/jbc.M502644200.
- Cabello, N.; Remelli, R.; Canela, L.;  . (2007). „Actin-binding protein alpha-actinin-1 interacts with the metabotropic glutamate receptor type 5b and modulates the cell surface expression and function of the receptor”. J. Biol. Chem. 282 (16): 12143—53. PMID 17311919. doi:10.1074/jbc.M608880200.

## Spoljašnje veze
- „Metabotropic Glutamate Receptors: mGlu5”. IUPHAR Database of Receptors and Ion Channels. International Union of Basic and Clinical Pharmacology.